# Stipa leptostachya
Stipa leptostachya är en gräsart som beskrevs av August Heinrich Rudolf Grisebach. Stipa leptostachya ingår i släktet fjädergrässläktet, och familjen gräs. Inga underarter finns listade i Catalogue of Life.